# Corts de Barbastre
Les Corts de Barbastre foren Corts del Regne d'Aragó on s'aprovaren furs i actes de cort. Foren convocades estant el rei Felip III d'Aragó a Madrid a 24 de desembre de 1625. Es diu en la convocatòria que el lloc ho sabrien per Ferran de Borja, capità general d'Aragó.
Ho van ser pel 15 de gener de 1626 a Barbastre, i no es van obrir fins al dia 23 de gener de 1626 el rei Felip IV, arribat a Barbastre en la tarda del 21 acompanyat entre d'altres de l'infant Carles el Comte-duc d'Olivares. Aquestes Corts començades a Barbastre van continuar a Calataiud en 18 d'abril del mateix any, on van concloure aquell 24 de juliol.
Presidides per delegació pel lloctinent Manuel de Acevedo y Zúñiga, comte de Monterrey. Foren concloses a Calataiud el de 1626. Van assistir a aquestes Corts en qualitat de representants del braç d'eclesiàstic dels canonges Garcés i Viu; qui en nom del cabiscol van demanar en les mateixes més que sempre que a Navarra se'ls s'ocupessin les rendes per no deixar els navarresos treure-les del regne, es concedís al cabiscol usar represàlies, com l'havien concedit els tres braços. Sobre la qual cosa no hi va haver resolució, per no trobar acord la majoria dels disset vocals.

## Furs aprovats
Els furs intentaven a grans trets mitigar les despeses de la Diputació del General així com els perjudicis originats per l'expulsió dels moriscos efectuada pocs anys abans (1610). Així mateix s'hi aprovà la Unió d'armes per un període explícitament limitat als quinze anys servint dos mil infants o els seus corresponents sous.
En aquestes corts es va limitar la despesa que podia dur a terme la Diputació del General d'Aragó a tres mil lliures jaqueses anualment, canviant els furs establerts a les darreres corts de Tarassona. Es va exhortar a tornar a observar el fur sobre la usura aprovada a les Corts de Montsó (1585).
Pel que fa a l'empresonament de camperols per causa de deutes es va prohibir per als mesos de juliol, agost i setembre així com la confiscació de mules o altres cavalcadures o les eines de cultiu, podent prosseguir els processos un cop passat aquest temps. Es va prohibir la importació al Regne d'Aragó de teles fetes de llana o seda mitjançant un aranzel del 10%, quedant excloses d'aquest impost tapisseries, estores, llenceria i altres peces teixides. Així mateix també es va prohibir la importació de seda, essent la multa de mil sous jaqueses a repartir en tres parts, dues pel Regne i una per a l'acusador.
Es va prorrogar l'ofici de Justícia de les Muntanyes, fins a les següents corts, fent-se constar que en aquest càrrec no podia concórrer com a Justícia de Jaca, ni que no tingués o exercís cap mena de jurisdicció en aquella ciutat ni en els seus termes. Els quatre braços supliquen al rei que es batin monedes de plata per valor de quatre-cents mil escuts cada any a la seca de Saragossa. També els quatre braços demanaren al rei que els bisbes d'Aragó siguin naturals d'aquest regne, així com els inquisidors i els ministres de la inquisició, i que en el Consell de la Inquisició hi hagi almenys tres inquisidors naturals del regne d'Aragó, un fiscal, un agutzil i dos secretaris.
Pel que fa al càrrec de Maese de Campo i els de castlans de castlanies del Regne d'Aragó també es demana que siguin naturals del regne. També regulava l'ofici de notari reial, que havien de tenir com a mínim 22 anys, com estava disposat en les Corts de Tarassona. Que els aspirants havien de menjar i dormir a casa del notari durant quatre anys i que aquests no els podien exigir més que tenta lliures jaquenyes a l'any. Quedaven exclosos de ser notaris qualsevol que hagués "servit ofici mecànic o hagués tingut botiga i tenda oberta". Els aspirants havien de provar disposar d'un patrimoni propi de tres centres lliures jaquenses i provar que eren cristians vells. Així mateix havien de ser examinats de llatí.
Es va limitar la remuneració dels diputats a cent cinquanta lliures jaqueses a l'any en dietes, d'acord amb el furs de Taraçona de 1592, i a 600 lliures per raó de salari. Els advocats del regne a seixanta lliures jaqueses, així com rebre no més de trenta-dos sous jaquesos per cada assistència a una junta extraordinària. Per la no assistència a aquestes juntes s'estableixen sancions de vint-i-uatre sous per al diputat, i setze per a l'advocat. També es fixaren els salaris dels dos metges i al cirurgia que atenien als presoners de fins a vint lliures jaqueses cadascun. Per a l'almoiner de la presó es fixà un salari anual no superior a vint-i-cinc lliures jaqueses. Es fixà l'almoina donada als presos a un màxim de sis-centes lliures jaqueses anuals, repartides a raó de només de mig ral diari per cada pres excepte a aquells presos per deutes que no rebien almoina, llevat que disposés d'una cèdula signada per cinc diputats que donessin fe que era realment pobre. Si el pres estava malalt podia rebre divuit diners diaris. A les visites tradicionals per Pasqua per part dels diputats no es podien gastar més de quatre sous jaquesos per pres. Tot això sense perjudici de no superar les sis-centes lliures anuals destinades al manteniment dels presos.

## Actes de cort
També es fixen per acte de cort els salaris màxims anuals a rebre pels agents del regne de tal manera:
- Vint-i-cinc lliures al caser de les Cases del pont de Gállego
- Dotze lliures al que cuida les cases de la diputació
- Vint-i-cinc lliures per a l'armer per a conservar i cuidar les armes del regne.
- Cinquanta lliures per a l'alcaid de la diputació per tenir custodiades i inventariades les armes
- Cent lliures per a l'agent del regne que resideix a la cort del rei
- Trenta lliures per a l'agent del rei que resideix a la Cúria Romana
- Dues-centes deu lliures per al Secretari de la Diputació (se li retira la gratificació de 25 lliures que tenia acostumada per foliar els llibres de la Taula del General)
- Trenta lliures per al Vicari de l'església de San Juan del Puente de la ciutat de Saragossa per tenir cura de les despeses de la litúrgia
- Vint-i-cinc lliures per als dos capellans que diuen missa als Diputats en aquest consistori.
- Seixanta-cinc lliures per al capellà que diu missa als lloctinents del regne en l'església de San Juan del Puente
- Vuitanta lliures per al capellà que diu missa als presos de la presó.
- Trenta lliures per a cadascun dels dos capellans que diuen missa a l'ermita de la Hoya de la Carrasca i a la Capella de la Casa de la Jaquesa.
- Trenta lliures per al porter dels diputats perquè tingués cura del manteniment i la provisió de tot el necessari per a Capella de la Diputació
- Dues-centes lliure per al Notari extracte de la Diputació
- Vint-i-cinc lliures per als procuradors extractes
- Cinquanta lliures per a l'arxiver de l'arxiu del Regne d'Aragó
- Setanta-cinc lliures per a cadascun dels quatre inquisidors de l'Enquesta de la Corte.
- Cinquanta lliures al notari extracte dels inquisidors de la cort
- Cinquanta lliures per a cadascun dels nou judiciaris de l'Enquesta de la Corte.
- Vint-i-cinc lliures als dos assessors dels judiciaris
- Setanta-cinc lliures per a cadascun dels comptadors extractes del regne
- Vint lliures al comptador electe
- Setanta lliures per al personal i despeses a càrrec dels comptadors
- Cent lliures per al Canceller
- Cent lliures per al notari de les corts
- Dues-centes lliures per a l'alcaid de la presó
- Quaranta lliures per al clavari de la presó
- Vint-i-cinc lliures per a l'advocat i el sol·licitador de les causes dels presos
- Seixanta lliures a la persona que guarda la porta de la Sala del Consell del Justícia d'Aragó
- Deu lliures per cadascun dels dos porters o verguers ordinaris de la cort del Justícia d'Aragó
- Setanta-cinc lliures per a l'escrivà general de la governació d'Aragó

També es fixava l'import màxim que podia gastar la diputació a gastar en les festes. Per exemple: una font de plata per valor de cinquanta lliures per al cavaller millor justes en les festes de Sant Jordi, patró del regne. Cent lliures per a les festes dels Sants Màrtirs i de la Reina Santa Elisabet, que celebren els diputats.